# Badjarma
Badjarma fou un districte situat a l'est del Tigris, entre el Petit Zab al nord i el Djabal Hamrin al sud, que va existir en temps dels califes.
La seva capital era Kirkuk (siríac Karkha). El districte formava part de la província de Mossul. El seu nom derivava del nom arameu Beth Garma; en persa es deia Garmakan i el seu origen eren els Gurumu un antic poble nòmada esmentat per Claudi Ptolemeu com a Garamaioi.